# 忌部神社 (吉野川市)
忌部神社（いんべじんじゃ）は、徳島県吉野川市山川町忌部山にある神社。
式内社（名神大社）の論社で、旧社格は村社（一時国幣中社）。別名は山崎忌部神社（やまさきいんべじんじゃ）。

## 歴史
『古語拾遺』の造祭祀具斎部の段に、天太玉命の孫神である天富命が、穀の木や麻を植えるのに適した地を求め、日鷲命の孫を率いて阿波国に至り、定住した阿波の忌部氏が大嘗祭に木綿や麻布などを貢納するようになったと記すが、以後も大嘗祭には同氏の織った荒妙御衣（あらたえのみそ）を献上するのが常であった。また、当神社後方の「黒岩」と呼ぶ山腹に6世紀後半の築造と見られる5基の円墳からなる忌部山古墳群があり、これは6世紀前後に忽然と現れたもので、当地に移住してきた氏族集団があったのではないかと指摘されている。
社伝によれば、神武天皇2年2月25日に、阿波の忌部氏が祖神である天日鷲命を祀ったのに始まり、もとは上述「黒岩」に鎮座していたと伝える。古来から氏神として阿波忌部氏から、また大同元年（806年）には封戸20戸が充てられていた（『新抄格勅符抄』）ので、朝廷からも尊崇されたたようであるが、詳しいことは不明である。社記によると中世には、文治元年（1185年）に河野通信が長光の太刀を奉納し、屋島の戦いに際して源義経や那須与一が戦勝祈願に太刀や弓矢を奉納、翌々文治3年田口成良が源頼朝の命で板東・板西・阿波・三好の4郡から田畑1000町を割いて御供料として寄進したと、武士からの崇敬を伝える。また、『山崎斎部神社之記』なる社記によると、応永年間（1394-1428年）に地震によって現在地へ崩落し、現在地にあった王子権現の傍らに小祠として祀られるようになったという。以後、永禄3年（1560年）管領細川讃岐守（真之か）が御供料田畑を安堵すると、三好長治もこれを襲ったが、長宗我部元親によって廃止され、兵乱による荒廃もあって衰退していき、藩政期になるとその所在すら不明となるに至った（一説に徳島藩主蜂須賀氏が、社領復旧を阻むためにあえて復興しなかったという）。また、享保12年（1727年）には種穂神社（吉野川市山川町川田忌部山の種穂山山頂）の早雲民部という神職が、当社神職村雲勝太夫を放逐して横領し、元文年間（1736-41年）には同神社に忌部神を併祭するようになり、その子である式部が争論を怖れて当神社を焼き払ったが、旧山崎村（現 山川町北東部1帯）村民の請願により、寛政13年（1801年）に早雲式部を罷免し、村雲勝太夫の孫娘に養子をとり、神職を継がしめたという。
明治3年（1870年）村社に列したが、上述のように近世以降所在不明とされたために、翌4年に「所在地不明」のまま国幣中社に列格した式内忌部神社が、国学者小杉榲邨の考証によって当神社に論定されたため、翌5年に国幣中社へ昇格した。しかし、式内忌部神社を主張していた美馬郡西端山（現 つるぎ町貞光）の五所神社からの反論があり、同7年（1874年）に改めて当神社を比定するという太政官布告が出されたものの、その後も激しい論争が続いたため、同14年（1881年）に五所神社を式内忌部神社に変更し、当神社は村社に戻ることとなった。ちなみに、五所神社比定に対し、今度は山崎側が反発したため、太政官による妥協策として徳島市内に新たに創祀されることとなったのが、徳島市二軒屋町の現忌部神社である。
平成2年（1990年）の大嘗祭では、徳島で栽培された麻から当神社境内で織った麁服（あらたえ）が、徳島市の忌部神社の宮司を斎主として神事が行われた上で、調進された。また令和元年（2019年）の大嘗祭においても、美馬市木屋平で栽培した麻を境内で麁服に織り上げ、調進している。

### 社名
明治以前は「天日鷲神社」と称せられた。なお、後述するように王子権現の境内に祀られていたため、近世には「王子権現」とのみ記されてきた。

### 神階
嘉祥2年（849年）に従五位下が授けられ（『続日本後紀』）、貞観元年（859年）に大麻比古神とともに従五位上に昇り、元慶2年（878年）には正五位下に、同7年には従四位下に累進し（以上『日本三代実録』）、延喜の制で官幣大社に列して月次・新嘗の両祭に預かるとともに、名神大社にも列している。

### 社殿
本殿は切妻造平入の板葺屋根で、棟に千木・鰹木を置く。棟札によれば、享保7年（1722年）の造替にかかるものである。

### その他
境内に「麁服織殿跡」があり、大嘗祭に際して阿波忌部氏の後裔とされる三木氏（みつきし）が荒妙を織った機殿の遺跡であるという。

## 祭神
『延喜式神名帳』の「忌部神社」の注記に「或号麻殖神。或号天日鷲神。」とあり、麻殖神（おえのかみ）、別名天日鷲神であることがわかるが、現在の祭神は以下の通りである。
天日鷲翔矢尊（あまひわしかけるやのみこと）
当神社主祭神で、阿波忌部氏の祖神である。
后神 言筥女命（いいらめのみこと）
主祭神の后神であろうが、他に見えない。

天太玉尊
忌部氏の祖神である。
后神 比理能売命（ひりのめのみこと）
天太玉尊の后神である（洲崎神社・洲宮神社参照）。

津咋見命（つくいみのみこと）
『古語拾遺』天照大神の天岩窟幽居の段に、天日鷲命とともに穀（かじ）の木を植えて木綿 (ゆう)を作ったことが見えるが、天日鷲命の子神で大麻比古神社の祭神「大麻比古神」の別名とする伝えもある。
長白羽命（ながしらはのみこと）
同じく『古語拾遺』天照大神の天岩窟幽居の段に見え、伊勢国の麻続氏の祖神であるとする。

由布洲主命（ゆふつぬしのみこと）
安房忌部氏の祖神で、天日鷲命の孫、大麻比古神の子とされる。
衣織比女命（いおりひめのみこと）
他に見えず。

### 摂社
旧山崎村村域に鎮座する以下の7社を境外摂社としている。
忌部山
- 白山比売神社 - 山川町忌部山に鎮座し、伊佐奈美命を祀る
- 玖奴師神社 - 山川町忌部山に鎮座し、大国主命を祀る

岩戸
- 岩戸神社 - 山川町岩戸に鎮座し、天石門別命と天太玉命を祀る
- 建美神社 - 岩戸神社と同所に鎮座し、天底立尊と建御名方命を祀る
- 天村雲神社 - 山川町岩戸に鎮座し、天村雲命と伊自波夜比売命を祀る。式内小社「天村雲神伊自波夜比売神社」に擬する説もある

東麓
- 若宮神社 - 山川町東麓に鎮座し、思兼尊と長白羽命を祀る

祇園
- 淤騰山神社（おどやまじんじゃ） - 山川町祇園に鎮座し、速須佐之男命と櫛稲田姫命を祀る

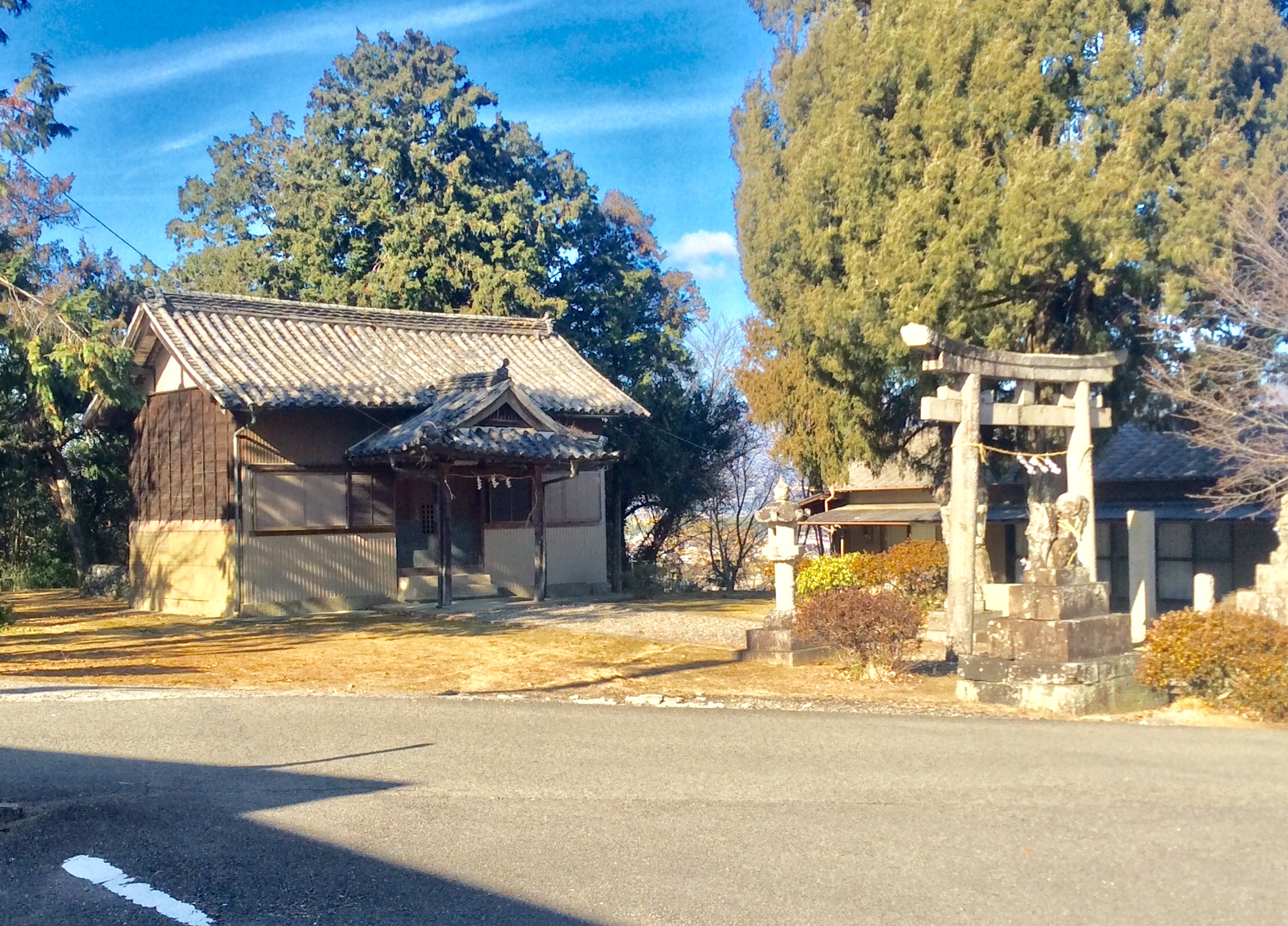
淤騰山神社
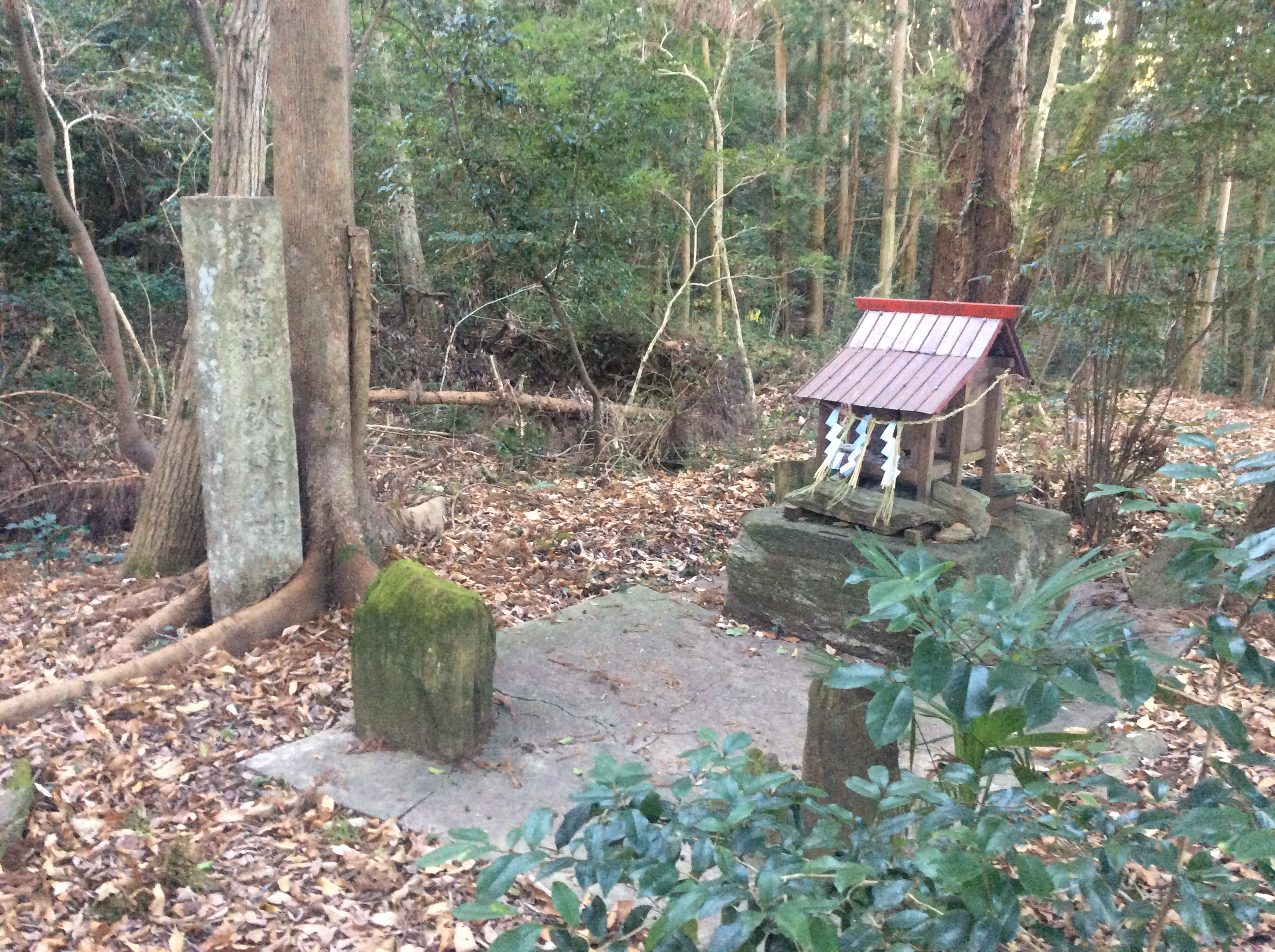
玖奴師神社
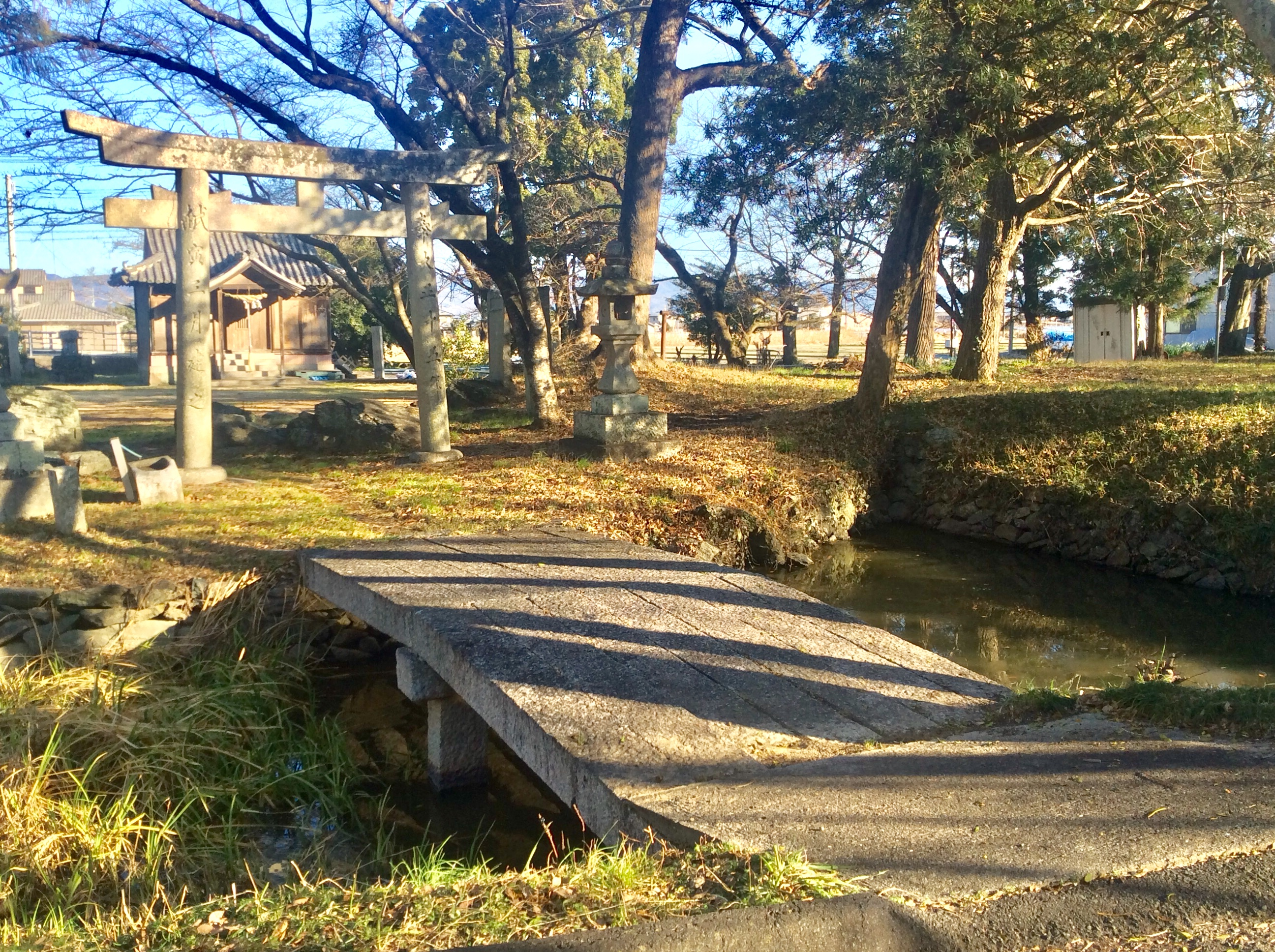
岩戸神社と麻晒し池
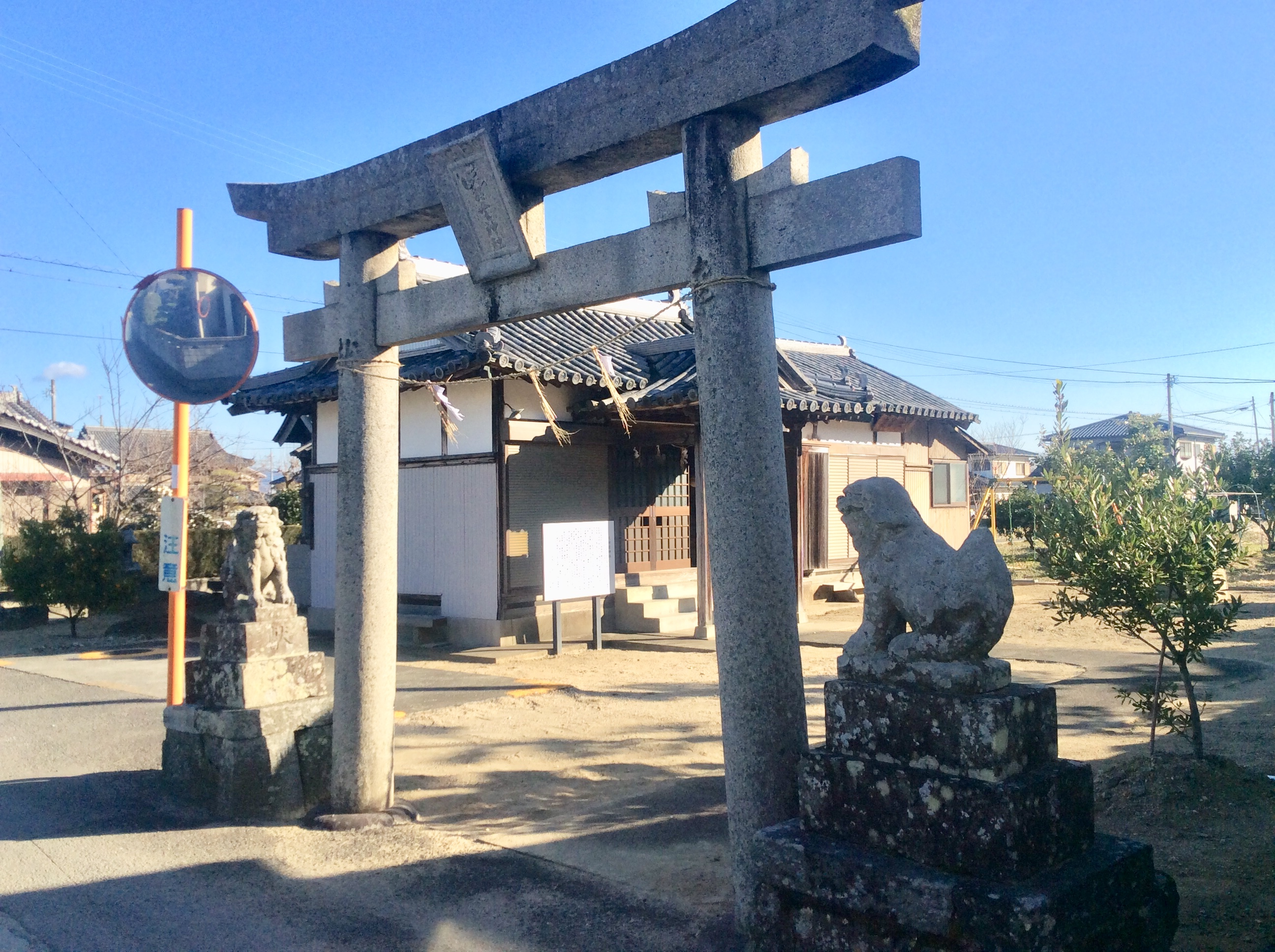
天村雲神社